# Larry (rappeur)
Pour les articles homonymes, voir Larry.
Larry, de son vrai nom  Abdelmalik Yahyaoui, est un rappeur français d'origine marocaine, né le 10 février 1998 à Strasbourg.

## Biographie

### Jeunesse et famille
Né le 10 février 1998, Larry grandit dans le quartier de l’Elsau à Strasbourg. Après le lycée, il travaille en tant qu’animateur dans des écoles ou des centres de loisirs. 
Bader Yahyaoui, le père de Larry a travaillé dans le domaine de l’animation avant de devenir son manager. Quant à sa mère, Soumia Yahyaoui, elle a arrêté la restauration  pour s’occuper des contrats de son fils. Elle est notamment présidente de son label.

### Débuts
Larry commence le rap au collège, il était très peu intéressé par les cours, il préférait s’amuser, il commence le rap publiquement à 19 ans. Il poste une série de freestyles sur Instagram nommés Freeberiz. Ces freestyles sont dédiés à un de ses amis qui est alors en prison. Il sortira par la suite plusieurs chansons comme Pasta, Beatles, Gamme ou même la série de freestyles Abattue. Le 5 juin 2019, Larry sortira le clip d'un freestyle dont-il avait déjà fait entendre quelques extraits sur ces réseaux sociaux nommé Sacoche, le morceau atteint le million de vues en 4 jours, et accumule aujourd'hui plus de 22 186 249 millions de vues sur YouTube. 
Il continue de poster des freestyles et lance officiellement son propre label, Gothvm Records,,, le 3 juin 2019. Ce label encadre de jeunes artistes par le biais de coaching dans l’écriture, le travail en collaboration avec un beatmaker ou encore d’un apprentissage pour gérer son image sur les réseaux sociaux. Larry signe ensuite chez Sony Music et notamment avec Columbia Records,,, cette signature étant l'occasion pour lui de sortir un nouveau titre du nom de Gaz, ce dernier étant sa première expérience avec l'Autotune. La cote de popularité de Larry continue de s'accroitre lorsqu'il fait un freestyle chez Booska-P., Le clip posté le 17 juin 2019 sur YouTube compte plus de 4 millions de vues.

### Cité blanche (2019)
Le 31 janvier 2020, Larry sort sa première mixtape Cité blanche, un nom donné en lien avec le trafic de cocaïne du quartier. Elle s'écoule à plus de 7 000 exemplaires lors de sa première semaine d'exploitation. En février 2020, Cité blanche recense près 12 000 venteset a été certifié disque d'or le 31 août 2020. La mixtape est portée par le titre Woin woin en collaboration avec le meldois RK. Cumulant plus 30 millions d'écoutes en streaming, le titre est certifié single d'or et ensuite disque de platine. De plus, le clip, posté le 6 novembre 2019, compte environ 50 millions de vues sur YouTube, en mai 2021. Afin de faire la promo de son premier projet Larry participe à plusieurs émissions. Une édition de Planète Rap sur Skyrock lui est notamment consacrée. Durant une semaine, il enchaîne les freestyles avec d'autres artistes tels que Rémy, RK ou encore le marseillais 100 Blaze. Le 5 octobre 2020, le titre sacoche est certifié single d'or, tout comme le titre enfant compliqué.  
Larry prévoit sa première tournée de concerts du 22 février 2020 au 5 février 2021 en France, en Belgique et en Suisse.

### Petit prince (2021)
Le 5 octobre 2021, Larry annonce par le biais d'un court métrage que son premier album intitulé Petit Prince sera disponible à partir du 29 octobre 2021.

### NCE (2024)
Le 26 janvier 2024, Larry a sorti la première partie de son dernier EP NCE (Nous Contre Eux), il contient neuf titres dont 2 featuring avec Sofiane et Stavo. La deuxième partie, sortie le 23 février 2024 totalement solo. Il existe deux versions physiques, la noir qui contient un titre exclusif Waka Waka et la blanche qui contient le titre La loi de la Calle. En plus de tous ces titres Larry a sorti un clé USB qui contient un titre exclusif, Magot, qui contient des vides pour la remplir avec ses propres couplets, Larry choisira une personne parmi toutes les personnes qui ont participé pour faire une session studio avec lui et enregistre les couplets en sa compagnie.

### Cinéma
En 2023 il joue dans Avant que les flammes ne s'éteignent de Mehdi Fikri, au côté de Camélia Jordana, Sofiane Zermani, Sofian Khammes, Sonia Faidi qui interprètent ces sœurs et frères, ainsi que Samir Guesmi. Le film est en compétition au 18e Festival international du film de Rome. Le film a été également présenté au 48e Festival international du film de Toronto.

## Discographie

### Singles
- 2018 : Freeberiz #1
- 2018 : Freeberiz #2
- 2018 : Freeberiz #3
- 2018 : Cible (Hors-Série #1)
- 2018 : Freeberiz #4
- 2018 : Bling (sur la compilation Favelas II)
- 2018 : Abattue (Hors-Série #2)
- 2019 : Pasta
- 2019 : Hood
- 2019 : Sacoche
- 2019 : Booska Beriz
- 2019 : Gaz
- 2019 : Beatles
- 2019 : Gamme
- 2019 : Woin woin (feat. RK)
- 2019 : Block
- 2020 : Question réponse
- 2020 : Enfant compliqué
- 2020 : Routine
- 2020 : Paye (sur la Compilation art de rue)
- 2021 : Booster
- 2021 : Sirène
- 2021 : Double L (feat. Leto)
- 2022 : EN PéPé 1
- 2022 : EN PéPé 2
- 2022 : EN PéPé 3
- 2022 : Rose
- 2022 : Beep Bip
- 2022 : NOHALAL

### Collaborations
- 2018 : Eafia & Larry - Mbappé
- 2019 : DJ Weedim feat. Larry - Eazy Mélo
- 2020 : Rémy feat. Larry - Grammes (sur la bande originale de Validé)
- 2020 : Shotas feat. Larry - B (sur la mixtape Capuché 2 de Shotas)
- 2020 : 24kGoldn feat. Larry - City of Angels (Larry Remix)
- 2020 : Ashafar feat. Larry - Medellín
- 2020 : Médine feat. Koba LaD, Larry, Pirate, Rémy & Oxmo Puccino - Grand Paris 2 (sur l'album Médine)
- 2020 : Eight O feat Larry, Bez Bazara Bang - Quality
- 2021 : Ca part en chasse feat Larry, Or Noir
- 2022 : Gambino La MG feat. Larry - Charcle

## Filmographie
- 2023 : Avant que les flammes ne s'éteignent de Mehdi Fikri : Karim